# Barrage d'Indirasagar
 (janvier 2016).
Si vous disposez d'ouvrages ou d'articles de référence ou si vous connaissez des sites web de qualité traitant du thème abordé ici, merci de compléter l'article en donnant les références utiles à sa vérifiabilité et en les liant à la section « Notes et références ».
Le barrage d'Indirasagar est un barrage situé sur la Narmadâ dans l'état du Madhya Pradesh en Inde. Il est associé à une centrale hydroélectrique de 1 000 MW. Sa construction a débuté en 1994, et s'est terminé en 2005.